# Lulú toma el taxi
«Lulú toma el taxi», es una canción compuesta por el músico argentino Luis Alberto Spinetta. Es el último tema incluido en su primer álbum solista Spinettalandia y sus amigos, editado en el año 1971.
La canción "Lulú toma el taxi", se caracteriza por repetir esa oración de forma continua y dura escasamente treinta y seis segundos. El tema está cantado por Spinetta, acompañado solo de una guitarra eléctrica. 